# Trojan Records
Trojan Records — британский лейбл, выпускающий ска, рокстеди, регги и даб музыку. Лейбл управляется Sanctuary Records Group. Основан в 1968 году Ли Гопталом. Стал очень популярным, выпуская ямайскую музыку, которую поставляли продюсеры Дюк Рейд, Байрон Ли и Лесли Конг. На логотипе изображён греческий шлем коринфского типа. Лейбл очень сильно повлиял на молодёжные субкультуры того времени — модов, скинхедов и сьюдхедов. Так, троян-скинхеды называют себя в честь лейбла, а на логотипе SHARP («Скинхеды против расовых предрассудков») нарисован такой же шлем, повёрнутый в правую сторону.

## Альбомы и сборники
- Skinhead Revolt